# Majida Boulila
Majida Boulila (مجيدة بوليلة), nata Majida Baklouti (12 novembre 1931 – Sfax, 4 settembre 1952) è stata un'attivista tunisina.

## Biografia
Fu una militante del movimento nazionale tunisino e simbolo della liberazione della donna tunisina in un'epoca in cui il suo paese si trovava sotto il protettorato francese e le donne erano confinate dalla tradizione a un ruolo subalterno.
Prelevata in piena notte nella propria casa, venne arrestata dalle autorità coloniali francesi a causa delle sue attività politiche come militante del Neo-Dustur in seno alla cellula basata nella periferia di Sfax. In seguito venne posta in detenzione nel campo penitenziario di Teboursouk mentre era incinta della sua seconda figlia. Giunta al termine della gravidanza, le autorità coloniali decisero di trasferirla all'ospedale regionale di Sfax, dove morì il 4 settembre 1952 per un'emorragia post-parto.
Oggi il più grande viale di Sfax e un liceo sulla stessa strada sono dedicati alla memoria di Majida Boulila. Un club facente capo al comitato culturale regionale della città di Sfax, che porta pure il suo nome, è impegnato per affermare il diritto della donna tunisina all'emancipazione.